# Палаючий вітер (фільм, 1929)
Палаючий вітер (англ. Burning the Wind) — американська мелодрама режисера Герберта Блаше 1929 року.

## У ролях
- Хут Гібсон — Річард Гордон-молодший
- Вірджинія Браун Фейр — Марія Вальдес
- Чезаре Гравіна — Дон Рамон Вальдес
- Борис Карлофф — Паг Доран
- Гілберт Холмс — Піві
- Роберт Хоманс — Річард Гордон-старший
- Джордж Гранд — Мануель Вальдес